# Нескоромный, Дмитрий Анатольевич
Дмитрий Анатольевич Нескоромный (укр. Дмитро Анатолійович Нескоромний; род. 5 мая 1978 года, Луганск) — украинский военный, полковник. Заместитель Председателя Службы безопасности Украины с 1 июля по 8 ноября 2019 года. Руководил операцией по задержанию одного из «бриллиантовых прокуроров».
Первый заместитель Председателя СБУ — начальник ГУ по борьбе с коррупцией и организованной преступностью Центрального управления СБУ с 8 ноября 2019 года до 13 марта 2020 года.

## Биография
Родился  5 мая 1978 года в Луганске, УССР.
Окончил Луганский институт внутренних дел МВД Украины по специальности «Правоведение» (1999), Национальную академию СБУ (2000). Кандидат юридических наук.
1999 г. — начало военной службы в органах государственной безопасности (занимал должности от оперуполномоченного регионального управления Службы безопасности до заместителя начальника Главного управления по борьбе с коррупцией и организованной преступностью СБУ).
2018 г. — назначен заместителем начальника Главного управления СБУ в г. Киеве и Киевской области.
За добросовестное отношение и достижение конкретных положительных результатов в работе награжден ведомственной наградой Службы безопасности «Огнестрельное оружие».

## Инциденты
27 января 2021 года СБУ объявило Нескоромному подозрение в организации покушения на бригадного генерала СБУ, начальника ГУ внутренней безопасности СБУ Андрея Наумова. СБУ обнародовала ряд доказательств по делу, в частности, переговоры Нескоромного и еще одного организатора покушения Юрия Расюка, задержанного во время передачи денег.
29 января 2021 года в сети появилась аудиозапись разговоров эксзамглавы СБУ полковника Дмитрия Нескоромного, которая может свидетельствовать о его связях с российским ФСБ. На записях Нескоромный разговаривает с двумя лицами. Одного из них он поздравляет с Новым годом «по московскому времени», а через второго он называет его Владыка, передает привет «нашей московской семье».